# Kasia Moś
Katarzyna Moś conocida artísticamente como Kasia Moś (n. Ruda Śląska, Polonia, 3 de marzo de 1987) es una cantante, compositora, músico, actriz y modelo polaca.
Anteriormente en 2011 fue miembro del The Pussycat Dolls Burlesque Revue y en 2012 quedó tercera en la versión polaca del concurso de talentos Must Be the Music, donde logró saltar a la fama.
Actualmente, el día 18 de febrero ha sido elegida para representar a Polonia en el Festival de la Canción de Eurovisión 2017 en la capital ucraniana, Kiev.

## Biografía

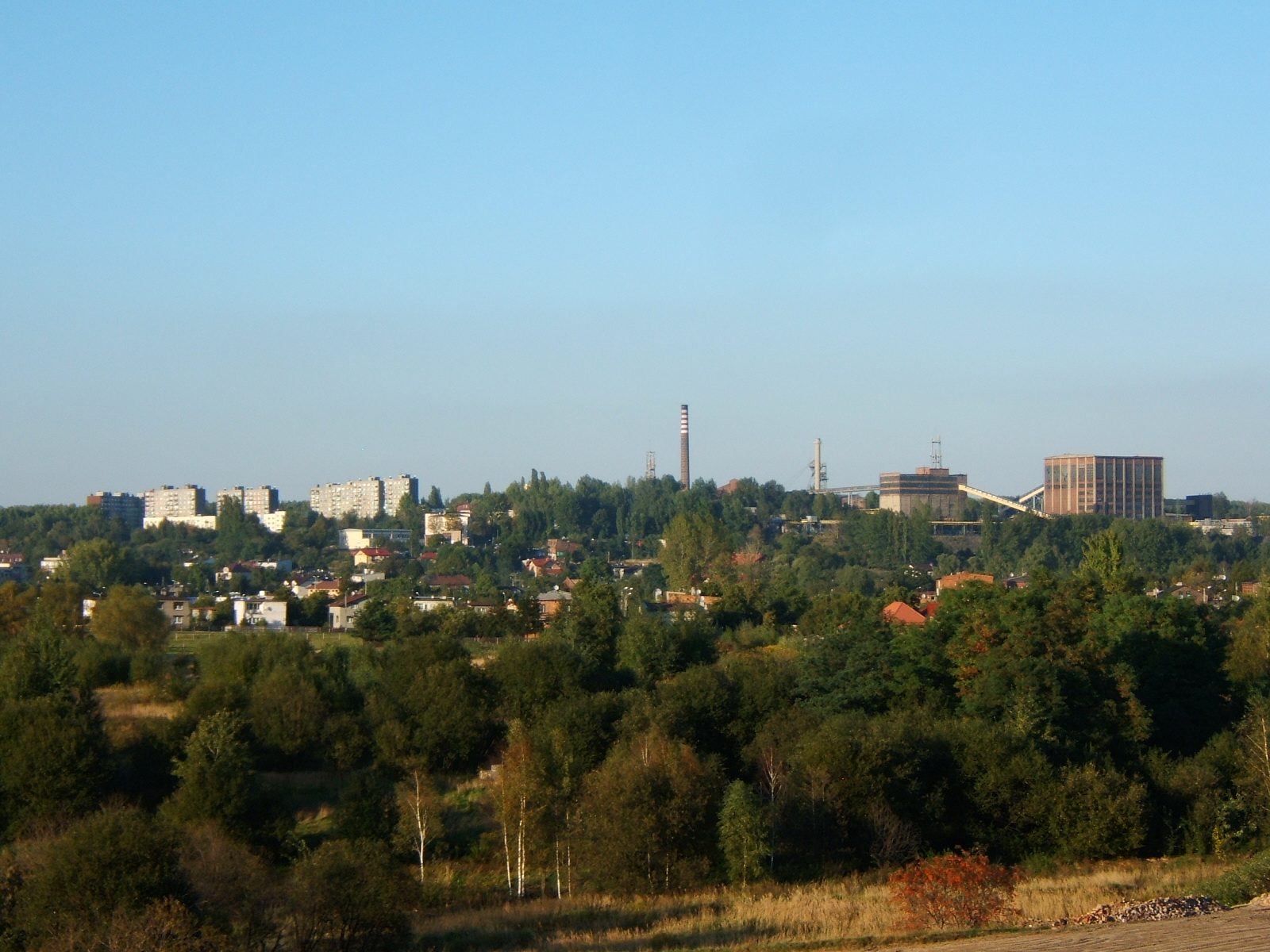
Su ciudad natal.

### Primeros años y formación
Nacida y criada en la pequeña ciudad polaca de Ruda Śląska ("perteneciente al Voivodato de Silesia"), el día 3 de marzo de 1987.
Su padre es el destacado músico, Marek Moś, actual miembro y director artístico de la famosa "Orkiestra Aukso".
Kasia Moś se graduó por el Conservatorio Frédéric Chopin de Bytom, en el cual estudió violonchelo y piano.
También se especializó en jazz y en música contemporánea por la Academia de Música Karol Szymanowski de Katowice y fue alumna de la músico Elżbieta Chlebek.

### Inicios profesionales
Al inicio de su carrera profesional como cantante, estuvo trabajando en diversos conjuntos musicales como Stetsons, Big Band Lotharsi o el grupo de The Fire, que está formado por los profesores y los estudiantes del departamento de jazz de la Academia de Música Karol Szymanowski de Katowice, la misma en la que estuvo estudiando.
En el 2002 ya grabó su primera demo, que fue escrita por Robert Janson ("fundador del grupo Varius Manx") entre otros...
En el 2005 lanzó el sencillo "I Wanna Know", con el que fue candidata en la selección nacional Piosenka dla Europy, para poder representar a Polonia en Eurovisión 2006, pero no lo consiguió ya que terminó en el décimo lugar.
Desde 2008 hasta 2009 perteneció al elenco de la obra musical "Pasja wg św. Marka de Paweł Mykietyn", que se llegó a hacer funciones en festivales destacados como el Wratislavia Cantans, el Festival Polaco de Música en Cracovia o el Warsaw Autumn.

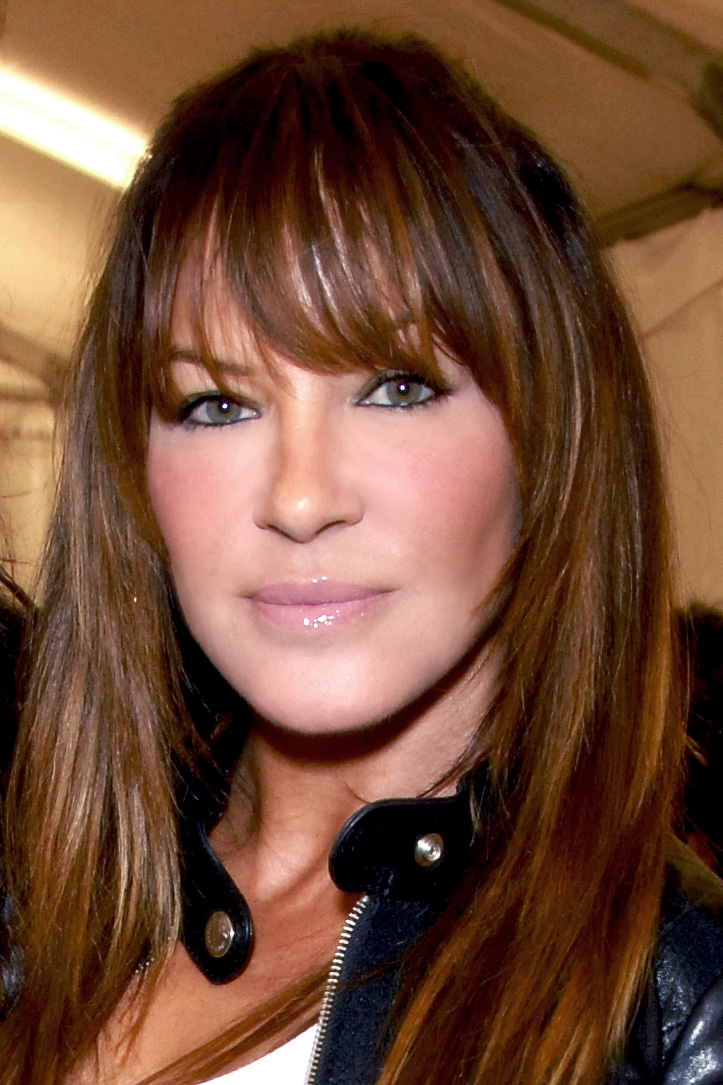
Robin Antin, que le fue de gran apoyo en USA.

### 2011-2016 (América y primer disco)

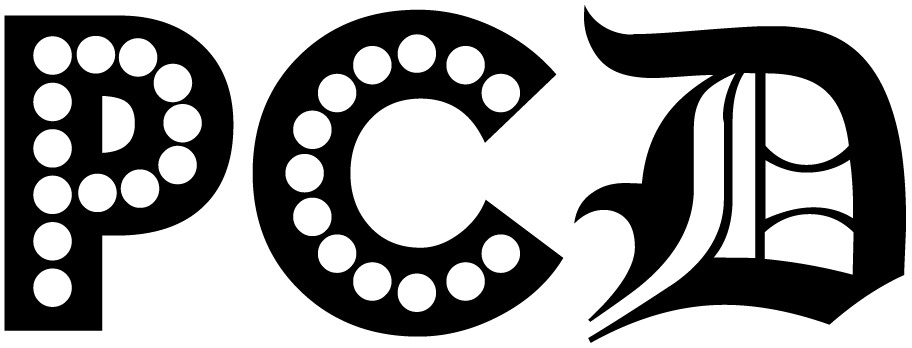
Logo de Pussycat Dolls

Dos años después viajó hacia Las Vegas, donde conoció a la destacada productora y bailarina, Robin Antin que es la fundadora de la banda The Pussycat Dolls.
Al volver a Polonia grabó varias canciones. Más tarde regresó a los Estados Unidos después de que Robin Antin le pidiera unirse a The Pussycat Dolls Burlesque Revue, lo cual aceptó y fue un gran empujón en su carrera profesional, llegando a hacerse conocida en América y actuando en algunas de las salas musicales más prestigiosas.
Durante esa época cabe destacar que colaboró con artistas como Kelly Osbourne, Mýa o Carmen Electra y fue invitada a cantar junto a Eva Longoria en una subasta benéfica organizada por su fundación "Eva Longoria Foundation".
En el 2012 se presentó a las audiciones para la tercera edición de la versión polaca del programa de televisión, Must Be the Music.
En la audición interpretó la canción "(You Make Me Feel Like) A Natural Woman" de Aretha Franklin, el cual le sirvió para seguir avanzando hasta que logró llegar a la gran final en la que terminó en tercer lugar.
Durante su paso por el programa, al mismo tiempo colaboró con el grupo Tax Free en la canción "Uwierz", que fue incluida en el álbum debut del grupo y que fue grabada para fomentar y apoyar la lucha contra el maltrato hacia los perros. En el mes de septiembre, interpretó el papel de Cordelia en el estreno mundial del musical El rey Lear de William Shakespeare y adaptado al escenario por el director Paweł Mykietyn.
En el 2014 se convirtió en la imagen de la compañía de seguros Link4 ("Link4 Towarzystwo Ubezpieczeń Spółka Akcyjna").
En octubre de 2015 ya lanzó el que ha sido su primer álbum debut titulado, "Inspination", bajo el sello de la discográfica Fonografika.
El sencillo "Addiction" que incluye este disco, fue utilizado para participar en la renovaba preselección nacional eurovisiva, Krajowe Eliminacje 2016, donde en la gran final terminó en sexto lugar y ganó el cantante Michał Szpak con su tema titulado, "Color of Your Life".
Ese mismo año fue portada en la edición de octubre de la versión polaca de la revista Playboy.

### 2017-presente (Eurovisión)
Recientemente lanzó la canción "Flashlight" que será incluida en su segundo álbum de estudio y con la que consideró oportuno volverse a presentar a la selección nacional eurovisiva, donde en la final del día 18 de febrero consiguió lograr la gran victoria, que le ha permitido poder ser la nueva representante de Polonia en el Festival de la Canción de Eurovisión 2017 que se celebrará en la ciudad de Kiev, Ucrania.
Su canción "Flashlight" que llevará al festival, ha sido escrita por ella misma, por Pete Baringger y Rickard Bonde Truumeel.
Y según a declarado personalmente en una entrevista, está dedicada a todos los que se sienten perseguidos, ya sean animales o personas.

## Discografía

### Álbum
| Título      | Detalles                                                                                    |
| ----------- | ------------------------------------------------------------------------------------------- |
| Inspination | - Lanzamiento: 9 de octubre de 2015 - Etiqueta: Fonografika - Formato: Descarga digital, CD |